# إمكانية الفعل (القدرة)

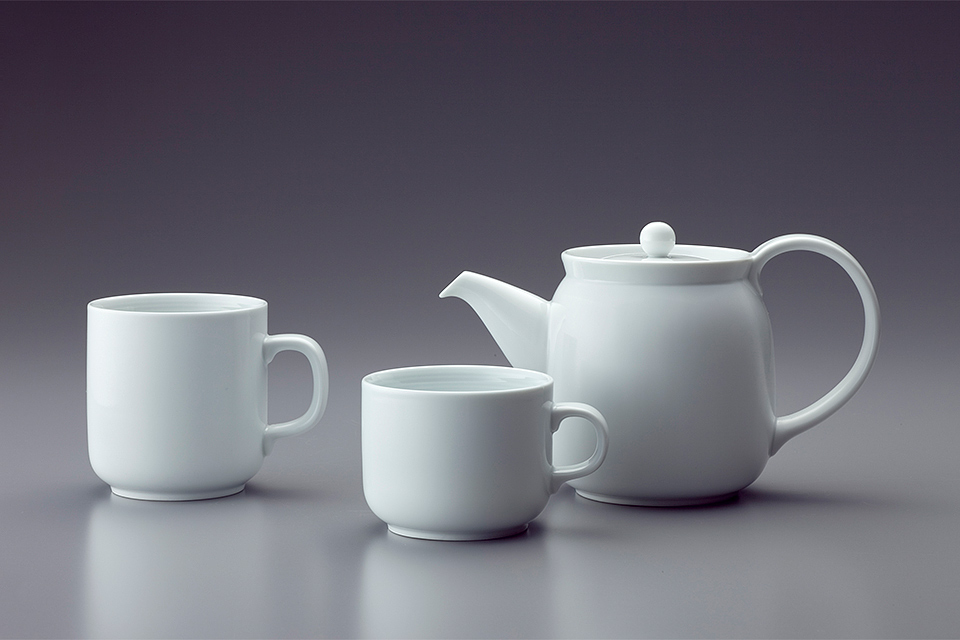
مقابض مجموعة الشاي تقدم قدرة واضحة على إمكانية حملهم.

تعتبر القُدْرة هي إمكانية حدوث عمل على كائن أولبيئة.
نشأت الكثير من المعاني الإضافية غالبًا بسبب سوء الفهم. حيث يشمل التعريف الأصلي في علم النفس كافة الأفعال الممكنة. لكن عند تطبيق التعريف على مستوى التصميم، أصبح يشير إلى الأفعال المحتملة التي يعرفها الفرد.
تستخدم الكلمة في مجموعة متنوعة من المجالات: علم النفس الإدراكي، علم النفس المعرفي، علم النفس البيئي، التصميم الصناعي، التفاعل الإنساني-الحاسوبي (HCI), تصميم التفاعل، دراسات الاتصال، التصميم التعليمي، العلوم والتكنولوجيا والمجتمع (STS)، الذكاء الاصطناعي.

## كاحتمالات الفعل
أدخل عالم النفس جيمس جي جيبسون المصطلح في عام 1977 في مقاله  «نظرية إمكانيات الفعل» واستكشفه بشكل أكثر تكاملا في كتابه الالنهج البيئي للإدراك البصري في عام 1979. كما عرف القدرة الفعل ككل «الأفعال المحتملة» الكامنة في البيئة، بغض النظر عن قدرة الفرد على التعرف عليها، ولكنها دائما متعلقة بالفاعل (الناس أو الحيوانات) وبالتالي تعتمد على قدراتهم. على سبيل المثال، لا تتضمن مجموعة من الدرجات التي ترتفع أربعة أقدام لأعلى فعل التسلق إذا كان الفاعل هو رضيع يزحف. لذا يسود تعريف جيبسون في علم النفس المعرفي.
درست  اليانور جي. جيبسون، زوجة جيمس جي جيبسون المصطلح ثم أنشأت نظريتها حول الإدراك الحسي والتعلم عبر هذا المفهوم. يستكشف كتاب اليانور جيبسون نهج بيئي في  التعلم الحسي والتنمية القدرة بشكل أكثر توسعًا.
ناقش جاكوب فون أوكسيكول المفهوم في أوائل القرن العشرين،  ووصفه بأنه «التلوين الوظيفي» (funktionale Tönung) من الكائنات الحية فيما يتعلق بالمحفزات.

## كما ينظر إلى العمل الاحتمالات
في عام 1988، خصص  دونالد نورمان مصطلح القدرة في سياق التفاعل بين الإنسان والآلة كي يشير إلى مجرد احتمالات الفعل التي يمكن إدراكها من قبل الفاعل.  شاع هذا التفسيرمن خلال كتابه تصميم الأمور اليومية, في مجالات  HCI (التفاعل الإنساني الحاسوبي) و تصميم التفاعل. حيث يجعل المفهوم يعتمد ليس فقط على القدرات المادية للفاعل، ولكن أيضا على الأهداف والمعتقدات والخبرات السابقة. إذا خطا ممثل إلى غرفة تحتوي على كرسي، وكرة لينة، يسمح تعريف جيبسون الأصلي للفاعل أن يرمي الكرسي ويجلس على الكرة، لأن هذا هو محتمل بشكل موضوعي. يلتقط تعريف نورمان للقدرة (المنظورة) احتمال أن الفاعل سوف يجلس على الكرسي ويرمي الكرة اللينة. يقترح تعريف نورمان للقدرة على نحو فعال، كيف يمكن التفاعل مع الأشياء. على سبيل المثال شكل وحجم ووزن الكرة اللينة يجعلها مثالية للرمي من قبل البشر، كما أنها تطابق خبراتهم السابقة مع أشياء مماثلة.[لماذا؟]
أوضح نورمان في وقت لاحق أن تقييد معنى هذا المصطلح كان بشكل غير مقصود، وأنه سوف يستبدله «بالقدرة المستَقبَلة» في تنقيح الكتاب. ومع ذلك، فقد تم استخدام التعريف من كتابه على نطاق واسع في تفاعل الإنسان والحاسوب وتصميم التفاعل، وكلا المعنيين مستخدمان عادة في مثل هذه المجالات.
بعد تطويع نورمان للمصطلح،  شهدت القدرة مزيدا من التحول في المعنى حيث تستخدم مثل  اسم لا يُجمع، مشيرا إلى سهولة اكتشاف احتمالات الأفعال المتعلقة بالأشياء، كما في «هذا الزر لديه مقدرة جيدة». وهذا بدوره أدى إلى استخدام الفعل يقدر – والذي اشتق منه مصطلح جيبسون في الأساس – بما لا يتوافق مع تعريف القاموس (يوفر أو يتيح): فغالبا ما يستخدم المصممون والعاملون في مجال التفاعل الإنساني الحاسوب ييقدر على أنها تعني «يقترح» أو «يدعو».
و يمكن للتفسيرات المختلفة للقدرة، على الرغم من أنها وثيقة الصلة، أن تكون مصدرا للارتباك في الكتابة والحديث إذا لم يكن المعنى المقصود صريحا وإذا لم يتم استخدام الكلمة باستمرار. حتى الكتب المرجعية يمكن أن تكون غير متناسقة في استخدام هذا المصطلح.

## القدرة الزائفة
قسم وليام جرايفر القدرة إلى ثلاث فئات: محسوسة، خفية، وكاذبة.
- القدرة الكاذبة  هي إمكانية فعل واضحة لكن ليس لديها أي وظيفة حقيقية، وهذا يعني أن الفاعل يدرك إمكانيات الفعل غير الموجودة.[7] مثال جيد للقدرة الكاذبة هو الزر الوهمي.[8]
- تشير القدرة الخفية إلى وجود إمكانيات لفعل، ولكن لا يمكن ادراكها من قبل الفاعل. على سبيل المثال، فإنه ليس من الواضح عند النظر إلى الحذاء أنه يمكن استخدامه لفتح زجاجة نبيذ.
- كي تغدو القدرة محسوسة ، يجب توفر معلومات ليدركها الفاعل، ومن ثم يمكن العمل على القدرة الموجودة.

هذا يعني أنه عندما تكون القدرة على الفعل محسوسة، فإنها توفر وصلة مباشرة بين الإدراك والعمل، وعندما تغدو القدرة على الفعل مخفية أو زائفة، فإنها يمكن أن تؤدي إلى الأخطاء وسوء الفهم.

## القراءة إضافية
- دور إمكانيات الفعل في التطور والبناء الموطني يتم مناقشتها من قبل Rob Withagen؛ Margot van Wermeskerken. "The role of affordances in the evolutionary process considered: A niche construction perspective". Theory and Psychology. مؤرشف من الأصل في 2017-03-02.
- دور إمكانيات الفعل في الوكالة يتم مناقشتها من قبل Rob Withagen؛ Harjo J de Poel. "Affordances can invite behavior: Reconsidering the relationship between affordances and agency". New Ideas in Psychology. مؤرشف من الأصل (PDF) في 2020-05-30.
- القدرة والحساب نوقش من قبل AJ Wells. "Gibson's affordances and Turing's theory of computation" (PDF). Ecological psychology. مؤرشف من الأصل (PDF) في 2017-08-08.
- الطبيعة المعيارية من إمكانيات الفعل يتم مناقشتها من قبل Manuel Heras-Escribano؛ Manuel de Pinedo. "Are affordances normative?". Phenomenology and the Cognitive Sciences. مؤرشف من الأصل في 2017-03-17.

## وصلات خارجية
- سلسلة من الشرائح حول نظريات الرؤية (وبالمناسبة) دور القدرة وبعض الأوهام البصرية المثيرة للاهتمام بشأن إمكانيات الفعل Aaron Sloman. "What's vision for, and how does it work? From Marr (and earlier) to Gibson and beyond" (PDF). مؤرشف من الأصل (PDF) في 2016-03-04. اطلع عليه بتاريخ 2014-05-22.